# NGC 941
NGC 941 ist eine Balken-Spiralgalaxie vom Hubble-Typ SBc im Sternbild Dreieck am Nordsternhimmel. Sie ist schätzungsweise 72 Millionen Lichtjahre von der Milchstraße entfernt und hat einen Durchmesser von etwa 55.000 Lichtjahren. Im selben Himmelsareal befinden sich u. a. die Galaxien NGC 926, NGC 934, NGC 936, NGC 955.
Die Typ-IIP-Supernova SN 2005ad wurde hier beobachtet.
Das Objekt wurde von dem Astronomen William Herschel am 6. Januar 1785 mithilfe eines 18,7-Zoll-Teleskops entdeckt.